# Sons and Daughters of Saint Lucia
Sons and Daughters of Saint Lucia est l’hymne national de Sainte-Lucie, qui fut écrit par Charles Jesse en 1967, sur la musique de Leton Felix Thomas.
Elle fut adoptée pour la première fois en 1967, lors de l’autonomie accordée à Sainte-Lucie (en tant qu’État associé à la Couronne britannique), et confirmée hymne national en 1979, lors de l’indépendance vis-à-vis du Royaume-Uni, le 22 février 1979.

## Paroles
| Paroles officielles (en) | Traduction en français |
| --- | --- |
| Sons and daughters of Saint Lucia, love the land that gave us birth, land of beaches, hills and valleys, fairest isle of all the earth. Where so ever you may roam, love, oh, love our island home. Gone the times when nations battled for this 'Helen of the West', gone the days when strife and discord Dimmed her children's toil and rest. Dawns at last a brighter day, stretches out a glad new way. May the good Lord bless our island, guard her sons from woe and harm! May our people live united, strong in soul and strong in arm! Justice, Truth and Charity, our ideal for ever be! | Fils et filles de Sainte-Lucie, Aimez la terre qui nous a vu naître Terre des plages, des collines et des vallées, Plus belle île du monde entier. Où que vous alliez Aimez, oh aimez, notre île-maison. Fini le temps où les nations se combattaient pour cette Hélène de l’Ouest, Fini les jours où conflits et discordes Ternissaient le labeur et le repos de ses enfants. Un jour meilleur se lève enfin, apparaît un nouveau glorieux chemin. Puisse le bon Seigneur bénir notre île, Qu'il garde ses fils du chagrin et du mal! Que notre peuple soit uni, Vaillant de bras, vaillant d'esprit. Justice, vérité et bienfaisance, Notre devise sera l'éternité! |